# Kings World Cup 2024
La Kings World Cup Clubs 2024 fue un torneo internacional de fútbol 7 en el que participaron equipos de la Kings League y de la Américas Kings League, además de doce equipos de otras futuras versiones internacionales de la competición, que debutaron en el torneo como invitados (wildcard). Esta fue la edición inaugural de la Kings World Cup y se celebró en México del 26 de mayo al 8 de junio de 2024. El 20 de abril se anunció que la final del torneo se llevaría a cabo en el Estadio BBVA de Monterrey.

## Organización

### Formato
La Kings World Cup se disputa en dos fases, una primera con algunas características de torneo en sistema suizo y una fase final de eliminación directa.

### Calendario
| S | Sistema suizo | 1/8 | Octavos de final |
| S | Sistema suizo | 1/4 | Cuartos de final |
| S | Sistema suizo | F4  | Final a cuatro   |

| Mayo y junio de 2024   | 26 Dom | 27 Lun | 28 Mar | 29 Mié | 30 Jue | 31 Vie | 1 Sáb | 2 Dom | 3 Lun | 4 Mar   | 5 Mié   | 6 Jue   | 7 Vie | 8 Sáb  |
| ---------------------- | ------ | ------ | ------ | ------ | ------ | ------ | ----- | ----- | ----- | ------- | ------- | ------- | ----- | ------ |
| Fase (n.º de partidos) | S (6)  | S (6)  | S (4)  | S (4)  | S (6)  | S (6)  |       | S (8) |       | 1/8 (4) | 1/8 (4) | 1/4 (4) |       | F4 (3) |

1. 1 2  Originalmente estaban previstos 8 partidos para el 26 de mayo y 4 para el 27 de mayo. Por condiciones meteorológicas adversas los dos últimos partidos del 26 de mayo se pospusieron al día siguiente.

### Sedes
Todas las rondas a excepción de las semifinales y la final se disputan en el Kings League Arena de Ciudad de México, mientras que las semifinales y final se disputarán en el Estadio BBVA de Monterrey.
| Ciudad de México   | Monterrey         |
| Kings League Arena | Estadio BBVA      |
| Capacidad: 3 000   | Capacidad: 53 500 |
|                    |                   |

### Derechos televisivos
Además de las transmisiones en vivo habituales en Twitch y YouTube, tanto de los canales oficiales de Kings League como de los Presidentes de los equipos, la Kings World Cup también se transmitirá en los siguientes canales y plataformas:
| País o región | Emisor                  | Partidos                                   |
| --- | ----------------------- | ------------------------------------------ |
| África Central y Occidental | Moov TV                 | Todos                                      |
| Armenia · Azerbaiyán · Estonia · Georgia · Letonia · Lituania · Kazajistán · Kirguistán · Moldavia · Tayikistán · Turkmenistán · Ucrania · Uzbekistán | Setanta Sports          | Todos                                      |
| Bélgica · Portugal | DAZN                    | Todos                                      |
| Brasil | Desimpedidos Camisa21   | Todos                                      |
| Cataluña | 3Cat Esport3            | Todos Partidos destacados y final a cuatro |
| Filipinas | TAP TV                  | Todos                                      |
| Francia | M6+                     | Todos                                      |
| Ghana Nigeria | SportyTV                | Todos                                      |
| Hungría | RTL+                    | A partir de octavos de final               |
| Israel | OneSport                | Todos                                      |
| Italia | Sportitalia             | Todos                                      |
| México | Canal 6                 | Todos                                      |
| Noruega | VG                      | Todos                                      |
| Países Bajos | RTL Nederland Videoland | Todos                                      |
| Rusia | OKKO                    | Todos                                      |
| Suecia | Sportbladet             | Todos                                      |
| Turquía | Acun Medya Exxen        | Todos                                      |

## Equipos participantes
En total disputan el torneo 32 equipos, distribuidos de la siguiente forma:
- 8 primeros equipos de la Kings League
- 8 primeros equipos de la Américas Kings League
- 12 equipos invitados
- 4 equipos ganadores de la repesca

| Equipo                | Vía de clasificación  | Presidentes                                                                       |
| --------------------- | --------------------- | --------------------------------------------------------------------------------- |
| 1K FC                 | Kings League          | Iker Casillas                                                                     |
| Los Aliens FC         | Repesca               | Edwin Castro                                                                      |
| Aniquiladores FC      | Kings League          | Juan Guarnizo                                                                     |
| Club de Cuervos       | Repesca               | Mercedes Roa                                                                      |
| Deptostra FC          | Invitado              | Céline Dept y Eden Hazard                                                         |
| FIVE FC               | Invitado              | Rio Ferdinand y Jeremy Lynch                                                      |
| Foot2Rue              | Invitado              | AmineMaTue                                                                        |
| Furia FC              | Invitado              | Allan Rodrigues (O Estagiário), Alessandro Rosa Vieira (Falcão) y Neymar da Silva |
| G3X FC                | Invitado              | Alexandre Borba Chiqueta (Gaules)                                                 |
| Galácticos del Caribe | Américas Kings League | Vincent Pérez y Angelo Valdés (Los Futbolitos) y Santiago Matías (Alofoke)        |
| Jijantes FC           | Kings League          | Gerard Romero                                                                     |
| Kunisports            | Kings League          | Sergio Agüero (Kun Agüero)                                                        |
| Limon FC              | Invitado              | Tuğkan Gönültaş (Elraenn)                                                         |
| Medallo City          | Invitado              | Juan Luis Londoño (Maluma)                                                        |
| Muchachos FC          | Américas Kings League | Jero Freixas                                                                      |
| Murash FC             | Invitado              | Junichi Kato                                                                      |
| Olimpo United         | Américas Kings League | Javier Hernández (Chicharito)                                                     |
| Peluche Caligari      | Américas Kings League | Alex Montiel (Escorpión Dorado) y Gabriel Montiel (Werevertumorro)                |
| Persas FC             | Américas Kings League | Andy Merino (ElZeein)                                                             |
| PIO FC                | Repesca               | Samantha Rivera (Rivers)                                                          |
| Porcinos FC           | Kings League          | Ibai Llanos                                                                       |
| Raniza FC             | Américas Kings League | Alana Flores (AlanaLaRana) y Diego Balsa (BarcaGamer)                             |
| Real Titán FC         | Américas Kings League | Germán Garmendia                                                                  |
| Saiyans FC            | Kings League          | David Cánovas (TheGrefg)                                                          |
| Stallions             | Invitado              | Gianmarco Tocco (Tumblurr) y Francesco Totti                                      |
| SXB FC                | Invitado              | Ahmed Alqahtani (SHoNgxBoNg) y Yasser Al-Qahtani                                  |
| Los Troncos FC        | Kings League          | Jaume Cremades (Perxitaa)                                                         |
| UA Steel              | Invitado              | Mykhailo Lebiha (Leb1ga) y Andriy Shevchenko                                      |
| Ultimate Móstoles     | Kings League          | Mario Alonso (DjMaRiiO)                                                           |
| West Santos FC        | Américas Kings League | Luis Villa (WestCol) y Austin Santos (Arcángel)                                   |
| xBuyer Team           | Repesca               | Javier Ruiz (xBuyer) y Eric Ruiz (MiniBuyer)                                      |
| Youniors FC           | Invitado              | Younes Zarou y Mario Götze                                                        |

## Repesca
Los encuentros de repesca, oficialmente llamados Redemption Games, se disputaron el 25 de mayo en el Kings League Arena, previo al inicio del torneo. Aunque se disputaron el día anterior al inicio del torneo y en el mismo escenario, éstos no forman parte de la competición.
Originalmente estaban previstos como dos encuentros entre los últimos cuatro equipos de las dos ligas pertenecientes a la Kings League, a disputarse en Cupra Arena de Barcelona en el caso de la Kings League y el Kings League Arena de Ciudad de México para la Américas Kings League. Posteriormente se decidió premiar a los equipos con la asistencia al campeonato, disputando su encuentro de repesca ante equipos de la otra liga en el mismo escenario y previo al inicio del torneo.
Los enfrentamientos se decidieron por sorteo, con el único condicionante de que los equipos de la Kings League de España debían enfrentarse a un equipo de la Kings League de América.
- Los horarios corresponden a la hora local de Ciudad de México (UTC-06:00).

### Equipos participantes
| Equipo               | Liga                  | Posición | Presidentes                                          |
| -------------------- | --------------------- | -------- | ---------------------------------------------------- |
| Los Aliens FC        | Américas Kings League | 11.º     | Edwin Castro                                         |
| Atlético Parceros FC | Américas Kings League | 9.º      | James Rodríguez y Pelicanger                         |
| El Barrio            | Kings League          | 10.º     | Adrián Contreras                                     |
| Club de Cuervos      | Américas Kings League | 10.º     | Mercedes Roa                                         |
| Los Chamos FC        | Américas Kings League | 12.º     | Donato Muñoz (TheDonato) and Flavio Broianigo (YOLO) |
| PIO FC               | Kings League          | 11.º     | Samantha Rivera (Rivers)                             |
| Rayo de Barcelona    | Kings League          | 12.º     | Martí Miras (Spursito)                               |
| xBuyer Team          | Kings League          | 9.º      | Javier Ruiz (xBuyer) y Eric Ruiz (MiniBuyer)         |

### Partidos
| 25 de mayo de 2024 | Atlético Parceros FC | 0:7 (0:4) | xBuyer Team | KL Arena, Ciudad de México |  |
| 12:00              |                      | Reporte   | - 5' Pablo Beguer - 20+1', 20+2', 20+3' Roger Carbó - 29' Fuad El Amrani - 34' (pen.) Eric Ruiz - 36' Juanma González |                            |  |

| 25 de mayo de 2024 | Club de Cuervos                               | 2:1 (0:1) | El Barrio                  | KL Arena, Ciudad de México |  |
| 13:00              | - José Azkenazi 21' - Mercedes Roa 22' (pen.) | Reporte   | - 6' (pen.) Adri Contreras |                            |  |

| 25 de mayo de 2024 | Los Aliens FC                                                  | 5:2 (1:1) | Rayo de Barcelona                           | KL Arena, Ciudad de México |  |
| 14:00              | - Miguel Rebollo 20+1', 34' (x2), 38' - Castro 1021 35' (pen.) | Reporte   | - 20' Isaac Maldonado - 22' (pen.) Spursito |                            |  |

| 25 de mayo de 2024 | Los Chamos FC     | 1:6 (1:3) | PIO FC | KL Arena, Ciudad de México |  |
| 15:00              | - José Medina 17' | Reporte   | - 3' Carlos Omabegho - 5' (pen.) Rubens Sambueza - 20+1' (s.o.) Iván López "Cokita" - 28' Jordi Cano - 30' (x2) Aaron Ropero |                            |  |

### Equipos clasificados
Los siguientes equipos clasificaron a la Kings World Cup tras ganar su encuentro de repesca:
| Bandera de Estados Unidos | Bandera de México | Bandera de México | Bandera de España |
| Los Aliens FC             | Club de Cuervos   | PIO FC            | xBuyer Team       |

## Sistema suizo
En el sistema suizo se disputarán un total de 40 encuentros, distribuidos de la siguiente forma:
- En la primera ronda, los 32 equipos disputan un encuentro cada uno, definido por sorteo.
- Todos los equipos clasifican a la segunda ronda, distribuida en dos grupos:
  - Grupo de ganadores: Los equipos que ganaron su encuentro en la primera ronda disputan un único encuentro con un equipo que también ganó su encuentro de primera ronda. Los ganadores clasifican a octavos de final como cabezas de serie.
  - Grupo de perdedores: Los equipos que perdieron su encuentro en la primera ronda disputan un único encuentro con un equipo que también perdió su encuentro de primera ronda. Los perdedores quedan eliminados del torneo.
- En la tercera y última ronda los equipos que perdieron su encuentro en la ronda de ganadores se enfrentan a un equipo que ganó su encuentro en la ronda de perdedores. Los ganadores clasifican a octavos de final.

- Los horarios son correspondientes a la hora local de Ciudad de México (UTC-06:00).

| Equipo                | V | D | R1   | R2  | R3  | GF | GC | Dif |
| --------------------- | - | - | ---- | --- | --- | -- | -- | --- |
| G3X FC                | 2 | 0 | 4:0  | 5:2 |     | 9  | 2  | 7   |
| Furia FC              | 2 | 0 | 6:1  | 2:1 |     | 8  | 2  | 6   |
| Porcinos FC           | 2 | 0 | 7:4  | 6:5 |     | 13 | 9  | 4   |
| Los Troncos FC        | 2 | 0 | 5:5  | 6:3 |     | 11 | 8  | 3   |
| Kunisports            | 2 | 0 | 6:5  | 3:2 |     | 9  | 7  | 2   |
| Peluche Caligari      | 2 | 0 | 5:4  | 5:5 |     | 10 | 9  | 1   |
| xBuyer Team           | 2 | 0 | 7:6  | 2:2 |     | 9  | 8  | 1   |
| Aniquiladores FC      | 2 | 0 | 2:2  | 1:1 |     | 3  | 3  | 0   |
| Olimpo United         | 2 | 1 | 1:6  | 8:0 | 3:0 | 12 | 6  | 6   |
| Ultimate Móstoles     | 2 | 1 | 5:4  | 3:6 | 7:1 | 15 | 11 | 4   |
| Los Aliens FC         | 2 | 1 | 4:5  | 5:4 | 5:1 | 14 | 10 | 4   |
| Limon FC              | 2 | 1 | 3:1  | 2:3 | 2:0 | 7  | 4  | 3   |
| Saiyans FC            | 2 | 1 | 2:0  | 5:6 | 4:3 | 11 | 9  | 2   |
| Jijantes FC           | 2 | 1 | 1:3  | 3:0 | 4:3 | 8  | 6  | 2   |
| Stallions             | 2 | 1 | 3:2  | 1:2 | 2:0 | 6  | 4  | 2   |
| Muchachos FC          | 2 | 1 | 4:7  | 4:1 | 4:4 | 12 | 12 | 0   |
| Raniza FC             | 1 | 2 | 10:4 | 2:5 | 3:4 | 15 | 13 | 2   |
| Foot2Rue              | 1 | 2 | 5:5  | 5:5 | 4:4 | 14 | 14 | 0   |
| Murash FC             | 1 | 2 | 4:10 | 9:1 | 0:2 | 13 | 13 | 0   |
| PIO FC                | 1 | 2 | 5:5  | 4:3 | 3:4 | 12 | 12 | 0   |
| SXB FC                | 1 | 2 | 3:2  | 2:2 | 0:3 | 5  | 7  | -2  |
| Persas FC             | 1 | 2 | 2:3  | 2:1 | 0:2 | 4  | 6  | -2  |
| Club de Cuervos       | 1 | 2 | 3:2  | 1:1 | 1:5 | 5  | 8  | -3  |
| 1K FC                 | 1 | 2 | 2:3  | 6:5 | 1:7 | 9  | 15 | -6  |
| Real Titán FC         | 0 | 2 | 5:5  | 4:5 |     | 9  | 10 | -1  |
| West Santos FC        | 0 | 2 | 2:2  | 5:6 |     | 7  | 8  | -1  |
| Deptostra FC          | 0 | 2 | 4:5  | 3:4 |     | 7  | 9  | -2  |
| Galácticos del Caribe | 0 | 2 | 6:7  | 1:2 |     | 7  | 9  | -2  |
| FIVE FC               | 0 | 2 | 5:6  | 0:3 |     | 5  | 9  | -4  |
| Youniors FC           | 0 | 2 | 0:2  | 1:4 |     | 1  | 6  | -5  |
| Medallo City          | 0 | 2 | 2:3  | 0:8 |     | 2  | 11 | -9  |
| UA Steel              | 0 | 2 | 0:4  | 1:9 |     | 1  | 13 | -12 |

### Ronda 1
| 26 de mayo de 2024 | Youniors FC | 0:2 (0:1) | Saiyans FC                                    | KL Arena, Ciudad de México |  |
| 11:00              |             | Reporte   | - 20+1' Pablo Fernández - 38' (pen.) TheGrefg |                            |  |

| 26 de mayo de 2024 | Peluche Caligari | 5:4 (3:2) | Deptostra FC                                                                         | KL Arena, Ciudad de México |  |
| 12:00              | - Mauricio Campos 12' - Ismael Valadez 16' - José Joaquín "Shaggy" Martínez 20+1' - Gustavo Guillén 36' - Alex Montiel 38' (pen.) | Reporte   | - 20' Nabil Jaadi - 20+2' Dario Oger - 21' Jordy Gillekens - 38' (pen.) Viktor Boone |                            |  |

| 26 de mayo de 2024 | SXB FC                                                                                 | 3:2 (2:2) | Persas FC                | KL Arena, Ciudad de México |  |
| 13:00              | - Bruno "Lambão" Araújo 3' - Wanderson Da Silva 20' - Williams "Vassoura" Oliveira 34' | Reporte   | - 10', 19' Luis González |                            |  |

| 26 de mayo de 2024 | UA Steel | 0:4 (0:2) | G3X FC                                                                | KL Arena, Ciudad de México |  |
| 14:00              |          | Reporte   | - 1' Kelvin de Oliveira - 20+1' Gabriel Menoci - 35', 36' Caio Garcia |                            |  |

| 26 de mayo de 2024 | Stallions                                      | 3:2 (0:1) | Medallo City                                 | KL Arena, Ciudad de México |  |
| 15:00              | - Blur 21' (pen.) - Michele Trombetta 34' (x2) | Reporte   | - 1' Leigh Rose - 21' (s.o.) Bernat Burguera |                            |  |

| 26 de mayo de 2024 | West Santos FC | 2:2 (2:1) (2:3 p.)         | Aniquiladores FC | KL Arena, Ciudad de México |  |
| 16:00              | - Moisés Dabbah 3' - Jhon Monsalve 16'                                                                                                | Reporte                    | - 20+2' José "Casi" Ruiz - 38' (s.o.) Bernat Rovira                                                                    |                            |  |
|                    | | Tiros desde el punto penal | |                            |  |
|                    | - Juan Celada - Moisés Dabbah - Santiago Pérez - William Rojas - Francisco Estrada - Juan Martínez - José Miramontes - Alfredo Fierro |                            | - Javi Espinosa - Bernat Rovira - Gerard Verge - Jordi Ros - David Alba - José "Casi" Ruiz - Mario Reyes - Hugo Fraile |                            |  |

| 27 de mayo de 2024 | Foot2Rue                                                                                        | 5:5 (4:5) (2:1 p.)         | PIO FC                                                                                                   | KL Arena, Ciudad de México |  |
| 14:00              | - Clément Goguey 14' - Amara Fofana 20+1', 24' (pen.) - Yanis Barka 20+2' - Abdel Medioub 20+4' | Reporte                    | - 1', 3' Carlos Omabegho - 6' (s.o.) Iván López "Cokita" - 10' (pen.) Rubens Sambueza - 16' Aaron Ropero |                            |  |
|                    |                                                                                                 | Tiros desde el punto penal | |                            |  |
|                    | - Melvin Bachelet - Théo Chendri - Jérémy Ménez - Amara Fofana - Yanis Barka                    |                            | - Lasha L. Macharashvili - Jordi Cano - Aaron Ropero - Iván López "Cokita" - Carlos Omabegho             |                            |  |

| 27 de mayo de 2024 | FIVE FC                                                                  | 5:6 (3:2) | Kunisports                                                         | KL Arena, Ciudad de México |  |
| 15:00              | - Tyrelle Newton 4', 20+1' - Tom Clare 7', 30' (pen.) - Jeremy Lynch 34' | Reporte   | - 1' (s.o.), 20+2', 24', 36' Jordi Gómez - 20', 28' Nicolás Gaitán |                            |  |

| 27 de mayo de 2024 | Porcinos FC | 7:4 (5:2) | Muchachos FC                                                           | KL Arena, Ciudad de México |  |
| 16:00              | - Àlex Gutiérrez 1', 35' - Nadir Louah 12' - Adrián Lledó 20', 20+1' - David Soriano 20+2' - Pablo Hernández 27' | Reporte   | - 1', 5' Diego Martínez - 21' (pen.) Jero Freixas - 31' Edwin Cárdenas |                            |  |

| 27 de mayo de 2024 | 1K FC                     | 2:3 (1:0) | Club de Cuervos                                  | KL Arena, Ciudad de México |  |
| 17:00              | - Marc Granero 21+1', 29' | Reporte   | - 39' José Azkenazi - 40+1' (x2) Alfonso Rosales |                            |  |

| 27 de mayo de 2024 | Olimpo United           | 1:6 (1:3) | Furia FC                                                                           | KL Arena, Ciudad de México |  |
| 18:00              | - Mario Osuna 1' (pen.) | Reporte   | - 2', 26' Leonardo Garcia - 5' (19) Filype "Lipão" Pinheiro - 22', 30' Higor Matos |                            |  |

| 27 de mayo de 2024 | Murash FC                                                                | 4:10 (2:6) | Raniza FC | KL Arena, Ciudad de México |  |
| 19:00              | - Junichi Kato 16' (pen.) - Riyohei Oda 20+3' - Hiroki Kiyokawa 36' (x2) | Reporte    | - 2', 4' Obed Martínez - 13' José Rochín - 17' (a.g.) Daisuke Nasu - 19' Walter Ayoví - 20+2' Baruc Ochoa - 31' Cesar Romo - 32' Yair Arias - 40+1' (x2) José Rochín |                            |  |

| 28 de mayo de 2024 | Jijantes FC                 | 1:3 (0:3) | Limon FC                                        | KL Arena, Ciudad de México |  |
| 14:00              | - Adrián Espinar 30' (pen.) | Reporte   | - 1' Mete Demir - 3' Alp Arda - 10' Memos Sözer |                            |  |

| 28 de mayo de 2024 | Los Aliens FC                                                                        | 4:5 (1:2) | Ultimate Móstoles                                                                    | KL Arena, Ciudad de México |  |
| 15:00              | - Miguel Rebollo 16' (pen.) - Castro 1021 24' (pen.) - David Cabrera 29', 38' (pen.) | Reporte   | - 18', 19' Aleix Martí - 23' Ferran Corominas - 27' Aleix Lage - 40+4' Cristian Ubón |                            |  |

| 28 de mayo de 2024 | xBuyer Team | 7:6 (3:4) | Galácticos del Caribe                                                              | KL Arena, Ciudad de México |  |
| 16:00              | - Pablo Beguer 4', 9' - Iker Alcarazo 16' - Fuad El Amrani 28' (x2) - Eric Ruiz 35' (pen.) - Fernando Velillas 39' | Reporte   | - 3', 6', 20+2' Brayan Hernández - 20', 37' (s.o.) Leandro Gómez - 35' (pen.) Will |                            |  |

| 28 de mayo de 2024 | Los Troncos FC                                                                   | 5:5 (3:3) (1:0 p.)         | Real Titán FC                                                                         | KL Arena, Ciudad de México |  |
| 17:00              | - Edgar Álvaro 4' - Carles Planas 8', 33' - Joan Verdú 20+2' - Mark Sorroche 21' | Reporte                    | - 14' (pen.) Germán Garmendia - 19', 20+2' (24), pen.' (33) Fran Hernández            |                            |  |
|                    |                                                                                  | Tiros desde el punto penal |                                                                                       |                            |  |
|                    | - Joan Verdú - Mark Sorroche - Edgar Álvaro - Vicenç Oromí                       |                            | - Erick Guzmán - Christopher Pedraza - Carlos Calvo - Fran Hernández - Alberto García |                            |  |

### Ronda 2

#### Grupo de ganadores
| 29 de mayo de 2024 | Peluche Caligari | 5:5 (3:0) (3:1 p.)         | Foot2Rue | KL Arena, Ciudad de México |  |
| 14:00              | - Gustavo Guillén 20', 20', 20+1' - Alex Montiel 29' (pen.) - José Joaquín "Shaggy" Martínez 31'                                         | Reporte                    | - 18' (pen.) Amine - 34' Amara Fofana - 36' Melvin Bachelet - 40+2' (x2) Yanis Barka                          |                            |  |
|                    | | Tiros desde el punto penal | |                            |  |
|                    | - Gustavo Guillén - Mauricio Campos - José Joaquín "Shaggy" Martínez - Dustinn Salazar - Ismael Valadez - Alejandro Corona - Luis Lozoya |                            | - Clément Goguey - Salah Bouazza - Lucas Valeri - Yanis Barka - Jérémy Ménez - Melvin Bachelet - Théo Chendri |                            |  |

| 29 de mayo de 2024 | Furia FC                    | 2:1 (0:1) | Stallions             | KL Arena, Ciudad de México |  |
| 16:00              | - Jefferson Melo 25', 40+2' | Reporte   | - 19' Francesco Totti |                            |  |

| 30 de mayo de 2024 | Porcinos FC                                                                             | 6:5 (5:3) | Saiyans FC                                                                             | KL Arena, Ciudad de México |  |
| 14:00              | - Adrián Lledó 5', 20+1' - Ibai Llanos 6' (pen.) - Pablo Hernández 12', 20', 38' (s.o.) | Reporte   | - 1', 19' Jero Martín - 20+1' Pablo Fernández - 24' (pen.) TheGrefg - 24' Dani Liñares |                            |  |

| 30 de mayo de 2024 | SXB FC | 2:2 (1:2) (2:3 p.)         | xBuyer Team                                                                       | KL Arena, Ciudad de México |  |
| 16:00              | - Eihab Mohamed 2' - SHoNgxBoNg 29'                                                                           | Reporte                    | - 19' Juanma González - 19' Roger Carbó                                           |                            |  |
|                    | | Tiros desde el punto penal |                                                                                   |                            |  |
|                    | - Élton "Arábia" Gomes - Williams "Vassoura" Oliveira - Eihab Mohamed - Anderson Migulha - Fabiano D'Oliveira |                            | - Roger Carbó - Fernando Velillas - Fuad El Amrani - Pablo Beguer - Iker Alcarazo |                            |  |

| 30 de mayo de 2024 | Club de Cuervos                                                                      | 1:1 (0:1) (1:2 p.)         | Aniquiladores FC                                                        | KL Arena, Ciudad de México |  |
| 18:00              | - Donovan Martínez 34'                                                               | Reporte                    | - 1' Gerard Verge                                                       |                            |  |
|                    |                                                                                      | Tiros desde el punto penal |                                                                         |                            |  |
|                    | - Diego Sanjuan - Santiago Lagarde - Donovan Martínez - Rafael Aja - Manuel Viniegra |                            | - Javi Espinosa - Bernat Rovira - Jordi Ros - Gerard Verge - David Alba |                            |  |

| 31 de mayo de 2024 | Limon FC                               | 2:3 (1:3) | Kunisports                                      | KL Arena, Ciudad de México |  |
| 14:00              | - Alp Arda 17' (s.o.) - Mete Demir 34' | Reporte   | - 2', 4' Nicolás Gaitán - 17' (pen.) Kun Agüero |                            |  |

| 31 de mayo de 2024 | Los Troncos FC                                                                      | 6:3 (2:2) | Ultimate Móstoles                                                 | KL Arena, Ciudad de México |  |
| 16:00              | - Manuel Martín 3' - Joan Verdú 19' - Max Marcet 39' (x2) - Vicenç Oromí 40+2' (x2) | Reporte   | - 2' Víctor Vidal - 20+1' Eloy Pizarro - 35' (pen.) Cristian Ubón |                            |  |

| 31 de mayo de 2024 | G3X FC                                                                         | 5:2 (4:1) | Raniza FC                                      | KL Arena, Ciudad de México |  |
| 18:00              | - Kelvin de Oliveira 1', 25' - Maicon Silva 6', 20' - Wellington Rodrigues 12' | Reporte   | - 5' José Rochín - 34' (pen.) Osvaldo Martínez |                            |  |

#### Grupo de perdedores
| 29 de mayo de 2024 | Deptostra FC                                           | 3:4 (3:3) | PIO FC                                                            | KL Arena, Ciudad de México |  |
| 15:00              | - Nabil Jaadi 3' - Dario Oger 9' - Hamza Masoudi 20+1' | Reporte   | - 14', 30' Víctor Mongil - 20' Carlos Omabegho - 20' Aaron Ropero |                            |  |

| 29 de mayo de 2024 | Olimpo United | 8:0 (3:0) | Medallo City | KL Arena, Ciudad de México |  |
| 17:00              | - Mario Osuna 1' - Jesús Pérez 4' - Rafael González 14' - Jacob Morales 23' - Loren Román 28' (pen.) - Rodolfo Salinas 35' (pen.) - José Rodríguez 39' (x2) | Reporte   |              |                            |  |

| 30 de mayo de 2024 | Muchachos FC                                                                    | 4:1 (1:1) | Youniors FC        | KL Arena, Ciudad de México |  |
| 15:00              | - Diego Martínez 1' - Emanuel "Tito" Villa 22' (pen.), 27' - Juan Hernández 36' | Reporte   | - 5' Max Dombrowka |                            |  |

| 30 de mayo de 2024 | Persas FC                                | 2:1 (0:1) | Galácticos del Caribe | KL Arena, Ciudad de México |  |
| 17:00              | - Zeein 24' (pen.) - Fernando Olmedo 31' | Reporte   | - 3' Daviz Junco      |                            |  |

| 30 de mayo de 2024 | 1K FC                                                                  | 6:5 (3:3) | West Santos FC                                                             | KL Arena, Ciudad de México |  |
| 19:00              | - Marc Granero 4', 20+2', 25' (x2 pen.), 25' (s.o.) - Marc Pluvins 19' | Reporte   | - 18' (pen.) WestCol - 20', 20+2' Fredy Rodríguez - 40+3' (x2) Juan Celada |                            |  |

| 31 de mayo de 2024                                                                                           | Jijantes FC | 3:0 (w/o) | FIVE FC | KL Arena, Ciudad de México |  |
| 15:00 |             | Reporte   |         |                            |  |
| El partido fue suspendido por incomparecencia de FIVE FC, alegando indisposición de varios de sus jugadores. |             |           |         |                            |  |

| 31 de mayo de 2024 | Real Titán FC                                                                     | 4:5 (2:3) | Los Aliens FC                                                                         | KL Arena, Ciudad de México |  |
| 17:00              | - Fran Hernández 16' (s.o.) - Christopher Pedraza 20+1' - Alberto García 24' (x2) | Reporte   | - 4' David Cabrera - 7', 39' Miguel Rebollo - 14' José Nieto - 36' (pen.) Castro 1021 |                            |  |

| 31 de mayo de 2024 | UA Steel                    | 1:9 (1:1) | Murash FC | KL Arena, Ciudad de México |  |
| 19:00              | - Shohei Moriyasu 7' (a.g.) | Reporte   | - 3' Kenta Kobayashi - 31' (pen.) Junichi Kato - 36' Koujiro Kanetake - 40' (x2), 40+2' (x2) Hiroki Kiyokawa - 40+1' (x2) Tatsuya Hirai |                            |  |

### Ronda 3
| 2 de junio de 2024 | Ultimate Móstoles | 7:1 (6:1) | 1K FC                 | KL Arena, Ciudad de México |  |
| 11:00              | - Diego de la Mata 1', 19' - Alberto de la Bella 2' - Ferran Corominas 8' - DjMaRiiO 15' (pen.) - Cristian Ubón 18' (pen.), 31' | Reporte   | - 20' John de la Cruz |                            |  |

| 2 de junio de 2024 | Foot2Rue | 4:4 (2:2) (3:4 p.)         | Muchachos FC | KL Arena, Ciudad de México |  |
| 12:00              | - Yanis Barka 4' - Jérémy Ménez 15' (pen.) - Amine 22' (pen.) - Amara Fofana 34'                             | Reporte                    | - 1' Diego Martínez - 2' Jonathan Orozco - 21' (s.o.), 36' (s.o.) Diego Martínez                                           |                            |  |
|                    | | Tiros desde el punto penal | |                            |  |
|                    | - Jérémy Ménez - Yanis Barka - Amara Fofana - Lucas Valeri - Clément Goguey - Théo Chendri - Melvin Bachelet |                            | - Gerardo Lugo - Abner Rebollar - Diego Martínez - Emanuel "Tito" Villa - Juan Hernández - Israel Jiménez - Edwin Cárdenas |                            |  |

| 2 de junio de 2024 | SXB FC | 0:3 (0:1) | Olimpo United                                         | KL Arena, Ciudad de México |  |
| 13:00              |        | Reporte   | - 16' (pen.) Marco Bueno - 40+4' (x2) Rodolfo Salinas |                            |  |

| 2 de junio de 2024 | Stallions                           | 2:0 (0:0) | Persas FC | KL Arena, Ciudad de México |  |
| 14:00              | - Michele Trombetta 22', 38' (pen.) | Reporte   |           |                            |  |

| 2 de junio de 2024 | Saiyans FC                                                           | 4:3 (1:0) | PIO FC                                                          | KL Arena, Ciudad de México |  |
| 15:00              | - Dani Pérez 2' - Pablo Fernández 24' - Augusto Fernández 40+3' (x2) | Reporte   | - 26' (s.o.), 38' (s.o.) Iván López "Cokita" - 36' Aarón Ropero |                            |  |

| 2 de junio de 2024 | Limon FC                         | 2:0 (2:0) | Murash FC | KL Arena, Ciudad de México |  |
| 16:00              | - 5' Berkay Sezer - 19' Alp Arda | Reporte   |           |                            |  |

| 2 de junio de 2024 | Raniza FC                                             | 3:4 (2:2) | Jijantes FC                                                         | KL Arena, Ciudad de México |  |
| 17:00              | - Obed Martínez 1' - Yair Arias 14' - Baruc Ochoa 23' | Reporte   | - 6' (pen.) Gerard Romero - 16' Diego Díaz - 32' (x2) Nando Quesada |                            |  |

| 2 de junio de 2024 | Club de Cuervos  | 1:5 (0:4) | Los Aliens FC                                                              | KL Arena, Ciudad de México |  |
| 18:00              | - Rafael Aja 32' | Reporte   | - 11', 20', 20+1' Miguel Rebollo - 20' Óscar Medina - 34' Anferny Rebollar |                            |  |

## Fase final
En la fase final se disputa un cuadro de eliminación directa, consistente en octavos de final, cuartos de final, semifinales y final. En octavos de final, los equipos cabeza de serie no podrán enfrentarse entre ellos.
- Los horarios son correspondientes a la hora local de Ciudad de México y Monterrey (UTC-06:00).

|  | Octavos de final  | Octavos de final |                |             | Cuartos de final | Cuartos de final |  |             | Semifinales | Semifinales |  |             | Final      | Final      |  |
|  | 4 y 5 de junio    | 4 y 5 de junio   |                |             | 6 de junio       | 6 de junio       |  |             | 8 de junio  | 8 de junio  |  |             | 8 de junio | 8 de junio |  |
|  |                   |                  |                |             |                  |                  |  |             |             |             |  |             |            |            |  |
|  |                   |                  |                |             |                  |                  |  |             |             |             |  |             |            |            |  |
|  | Peluche Caligari  | 3                |                |             |                  |                  |  |             |             |             |  |             |            |            |  |
|  | Peluche Caligari  | 3                |                |             |                  |                  |  |             |             |             |  |             |            |            |  |
|  | Limon FC          | 4                |                |             |                  |                  |  |             |             |             |  |             |            |            |  |
|  | Limon FC          | 4                |                | Limon FC    | 3                |                  |  |             |             |             |  |             |            |            |  |
|  |                   |                  |                | Limon FC    | 3                |                  |  |             |             |             |  |             |            |            |  |
|  |                   |                  | Porcinos FC    | 4           |                  |                  |  |             |             |             |  |             |            |            |  |
|  | Porcinos FC       | 5                | Porcinos FC    | 4           |                  |                  |  |             |             |             |  |             |            |            |  |
|  | Porcinos FC       | 5                |                |             |                  |                  |  |             |             |             |  |             |            |            |  |
|  | Stallions         | 3                |                |             |                  |                  |  |             |             |             |  |             |            |            |  |
|  | Stallions         | 3                |                |             |                  |                  |  | Porcinos FC | 7           |             |  |             |            |            |  |
|  |                   |                  |                |             |                  |                  |  | Porcinos FC | 7           |             |  |             |            |            |  |
|  |                   |                  | xBuyer Team    | 3           |                  |                  |  |             |             |             |  |             |            |            |  |
|  | xBuyer Team       | 4                | xBuyer Team    | 3           |                  |                  |  |             |             |             |  |             |            |            |  |
|  | xBuyer Team       | 4                |                |             |                  |                  |  |             |             |             |  |             |            |            |  |
|  | Jijantes FC       | 3                |                |             |                  |                  |  |             |             |             |  |             |            |            |  |
|  | Jijantes FC       | 3                |                | xBuyer Team | 9                |                  |  |             |             |             |  |             |            |            |  |
|  |                   |                  |                | xBuyer Team | 9                |                  |  |             |             |             |  |             |            |            |  |
|  |                   |                  | Los Troncos FC | 4           |                  |                  |  |             |             |             |  |             |            |            |  |
|  | Los Troncos FC    | 5                | Los Troncos FC | 4           |                  |                  |  |             |             |             |  |             |            |            |  |
|  | Los Troncos FC    | 5                |                |             |                  |                  |  |             |             |             |  |             |            |            |  |
|  | Los Aliens FC     | 4                |                |             |                  |                  |  |             |             |             |  |             |            |            |  |
|  | Los Aliens FC     | 4                |                |             |                  |                  |  |             |             |             |  | Porcinos FC | 5          |            |  |
|  |                   |                  |                |             |                  |                  |  |             |             |             |  | Porcinos FC | 5          |            |  |
|  |                   |                  | G3X FC         | 3           |                  |                  |  |             |             |             |  |             |            |            |  |
|  | Aniquiladores FC  | 5 (0)            | G3X FC         | 3           |                  |                  |  |             |             |             |  |             |            |            |  |
|  | Aniquiladores FC  | 5 (0)            |                |             |                  |                  |  |             |             |             |  |             |            |            |  |
|  | Saiyans FC        | 5 (2)            |                |             |                  |                  |  |             |             |             |  |             |            |            |  |
|  | Saiyans FC        | 5 (2)            |                | Saiyans FC  | 4                |                  |  |             |             |             |  |             |            |            |  |
|  |                   |                  |                | Saiyans FC  | 4                |                  |  |             |             |             |  |             |            |            |  |
|  |                   |                  | Olimpo United  | 3           |                  |                  |  |             |             |             |  |             |            |            |  |
|  | Kunisports        | 2                | Olimpo United  | 3           |                  |                  |  |             |             |             |  |             |            |            |  |
|  | Kunisports        | 2                |                |             |                  |                  |  |             |             |             |  |             |            |            |  |
|  | Olimpo United     | 4                |                |             |                  |                  |  |             |             |             |  |             |            |            |  |
|  | Olimpo United     | 4                |                |             |                  |                  |  | Saiyans FC  | 3           |             |  |             |            |            |  |
|  |                   |                  |                |             |                  |                  |  | Saiyans FC  | 3           |             |  |             |            |            |  |
|  |                   |                  | G3X FC         | 6           |                  |                  |  |             |             |             |  |             |            |            |  |
|  | Furia FC          | 7                | G3X FC         | 6           |                  |                  |  |             |             |             |  |             |            |            |  |
|  | Furia FC          | 7                |                |             |                  |                  |  |             |             |             |  |             |            |            |  |
|  | Muchachos FC      | 3                |                |             |                  |                  |  |             |             |             |  |             |            |            |  |
|  | Muchachos FC      | 3                |                | Furia FC    | 3                |                  |  |             |             |             |  |             |            |            |  |
|  |                   |                  |                | Furia FC    | 3                |                  |  |             |             |             |  |             |            |            |  |
|  |                   |                  | G3X FC         | 5           |                  |                  |  |             |             |             |  |             |            |            |  |
|  | G3X FC            | 4                | G3X FC         | 5           |                  |                  |  |             |             |             |  |             |            |            |  |
|  | G3X FC            | 4                |                |             |                  |                  |  |             |             |             |  |             |            |            |  |
|  | Ultimate Móstoles | 3                |                |             |                  |                  |  |             |             |             |  |             |            |            |  |
|  | Ultimate Móstoles | 3                |                |             |                  |                  |  |             |             |             |  |             |            |            |  |
|  |                   |                  |                |             |                  |                  |  |             |             |             |  |             |            |            |  |

### Octavos de final
| 4 de junio de 2024 | Aniquiladores FC                                                                        | 5:5 (4:4) (0:2 p.)         | Saiyans FC                                                                                  | KL Arena, Ciudad de México |  |
| 14:00              | - Gerard Verge 2', 36' (s.o.) - Mario Reyes 4' - Hugo Fraile 20' - José "Casi" Ruiz 20' | Reporte                    | - 2' Dani Pérez - 4' Jero Martín - 15' Sergi Gestí - 20' Dani Liñares - 36' (pen.) TheGrefg |                            |  |
|                    |                                                                                         | Tiros desde el punto penal |                                                                                             |                            |  |
|                    | - Gerard Verge - Bernat Rovira - David Alba - Hichem Boumedol                           |                            | - Alfons Serra - Sergi Gestí - Dani Liñares - Jero Martín                                   |                            |  |

| 4 de junio de 2024 | Kunisports                           | 2:4 (0:3) | Olimpo United                                                                      | KL Arena, Ciudad de México |  |
| 15:00              | - Jordi Gómez 20' (pen.), 30' (pen.) | Reporte   | - 4' Jacob Morales - 20' (pen.), 20+1' (s.o.) Marco Bueno - 20' (pen.) Loren Román |                            |  |

| 4 de junio de 2024 | G3X FC                                                               | 4:3 (3:1) | Ultimate Móstoles                                             | KL Arena, Ciudad de México |  |
| 16:00              | - Andreas Vaz 20+1' - Gaules 37' (pen.) - Kelvin Oliveira 40+5' (x2) | Reporte   | - 2' Víctor Vidal - 15' Kilian Honorato - 16' (pen.) DjMaRiiO |                            |  |

| 4 de junio de 2024 | Furia FC | 7:3 (3:3) | Muchachos FC                                                                    | KL Arena, Ciudad de México |  |
| 17:00              | - O Estagiário 6' (pen.) - Falcão 19', 27' (pen.) - João Pedro Isidório 20+1' - Jefferson Melo 25' - Leonardo "Leleti" Garcia 40+1' (x2) | Reporte   | - 6' Diego Martínez - 16' (pen.) Emanuel "Tito" Villa - 16' (pen.) Jero Freixas |                            |  |

| 5 de junio de 2024 | Porcinos FC                                                                                      | 5:3 (3:1) | Stallions                                                     | KL Arena, Ciudad de México |  |
| 14:00              | - Àlex Gutiérrez 1' - Oscar Coll 19', 20' - Jacobo Fernández de Liencres 24' - David Soriano 36' | Reporte   | - 20' Emiliano Viviano - 25' (pen.) Blur - 37' Stefano Sberna |                            |  |

| 5 de junio de 2024 | Peluche Caligari                                                             | 3:4 (2:1) | Limón FC                                                                     | KL Arena, Ciudad de México |  |
| 15:00              | - Gustavo "Furby" Guillén 3' - Mauricio Campos 18' - Gabo Montiel 25' (pen.) | Reporte   | - 2' Mete Demir - 25' (pen.) Serhat Kot - 25' (s.o.), 34' (s.o.) Memos Sözer |                            |  |

| 5 de junio de 2024 | xBuyer Team                                                    | 4:3 (2:2) | Jijantes FC                                                            | KL Arena, Ciudad de México |  |
| 16:00              | - Fuad El Amrani 16', 20' - Pablo Beguer 27' - Roger Carbó 40' | Reporte   | - 1' Diego Díaz - 17' (pen.) Gerard Romero - 32' (s.o.) Adrián Espinar |                            |  |

| 5 de junio de 2024 | Los Troncos FC                                                            | 5:4 (1:3) | Los Aliens FC                                                                        | KL Arena, Ciudad de México |  |
| 17:00              | - Max Marcet 1', 24' - Edgar Álvaro 28', 37' (s.o.) - Carlos Ferres 40+3' | Reporte   | - 2' Miguel Rebollo - 18' (pen.) José Nieto - 18' César Vallejo - 33' César Villaluz |                            |  |

### Cuartos de final
| 6 de junio de 2024 | Limon FC                                | 3:4 (2:2) | Porcinos FC                                                                 | KL Arena, Ciudad de México |  |
| 14:00              | - Mete Demir 2' - Serhat Kot 20+1', 24' | Reporte   | - 4' (15) Nadir Louah - 30' (pen.) Ibai Llanos - 33' (pen.) Pablo Hernández |                            |  |

| 6 de junio de 2024 | xBuyer Team | 9:4 (3:2) | Los Troncos FC                                                     | KL Arena, Ciudad de México |  |
| 15:00              | - Pablo Beguer 1', 40+3' (x2) - Roger Carbó 6', 20' - Eric Ruiz 20' (pen.) - Juanma González 21' - Fernando Velillas 24' - Fuad El Amrani 29' | Reporte   | - 20', 28' (pen.) Joan Verdú - 20+1' Max Marcet - 36' Edgar Álvaro |                            |  |

| 6 de junio de 2024 | Saiyans FC                                                                                | 4:3 (1:2) | Olimpo United                                       | KL Arena, Ciudad de México |  |
| 16:00              | - Pablo Fernández 20+1' - TheGrefg 35' (pen.) - David López 36' - Dani Liñares 38' (pen.) | Reporte   | - 18' Iñaki Domínguez - 19', 38' (pen.) Mario Osuna |                            |  |

| 6 de junio de 2024 | Furia FC                                           | 3:5 (3:3) | G3X FC                                                                        | KL Arena, Ciudad de México |  |
| 17:00              | - Filype "Lipão" Pinheiro 1', 3' - O Estagiário 7' | Reporte   | - 15' Andreas Vaz - 16' (s.o.), 20+1', 29' (pen.), 38' (pen.) Kelvin Oliveira |                            |  |

### Semifinales
| 8 de junio de 2024 | Porcinos FC | 7:3 (3:1) | xBuyer Team                                                            | Estadio BBVA, Monterrey |  |
| 19:30              | - Àlex Gutiérrez 2' (s.o.) - Marc Briones 2' - Nadir Louah 20' - Ibai Llanos 25' - Pablo Hernández 29', 40+4' (x2) | Reporte   | - 7' Juanma González - 27' (pen.) Fernando Velillas - 36' Pablo Beguer |                         |  |

| 8 de junio de 2024 | Saiyans FC                                              | 3:6 (1:2) | G3X FC                                                                              | Estadio BBVA, Monterrey |  |
| 20:45              | - Sergi Gestí 16' - Dani Liñares 25' (pen.), 38' (pen.) | Reporte   | - 2' Andreas Vaz - 18' Gabriel Menoci - 18', 38' (s.o.), 40+1' (x2) Kelvin Oliveira |                         |  |

### Final
| 1     | Guardameta     | Marc Briones         |  |
| 3     | Defensa        | Nadir Louah (11)     |  |
| 16    | Defensa        | Àlex Gutiérrez       |  |
| 21    | Defensa        | David Soriano        |  |
| 6     | Centrocampista | Oscar Coll           |  |
| 19    | Centrocampista | Pablo Hernández (12) |  |
| 22    | Centrocampista | Adrián Lledó (13)    |  |
| D. T. | D. T.          | Nacho Castro         |  |

| 98    | Guardameta     | Josildo Barata       |  |
| 8     | Centrocampista | Wellington Rodrigues |  |
| 10    | Centrocampista | Andreas Vaz (12)     |  |
| 2     | Delantero      | Pepinho Souza        |  |
| 7     | Delantero      | Gabriel Menoci       |  |
| 9     | Delantero      | Kelvin Oliveira (13) |  |
| 77    | Delantero      | Victor Bueno         |  |
| D. T. | D. T.          | Victor Taube         |  |

| 5  | Defensa    | David Cárdenas               |
| 7  | Delantero  | Nicolás Santos               |
| 10 | Delantero  | Jacobo Fernández de Liencres |
| 11 | Delantero  | Dorkis Pérez                 |
| 25 | Guardameta | Eloy Amoedo                  |

| 13 | Defensa        | Maicon Silva          |
| 17 | Centrocampista | Bruno Agnello (11)    |
| 21 | Delantero      | Caio Garcia           |
| 22 | Guardameta     | Gabriel Kawakami      |
| 89 | Centrocampista | Andre Lucato          |
| 99 | Delantero      | Luiz Henrique Cardoso |

| 3'    | Nadir Louah     | 1:0 |
| 12'   | David Soriano   | 2:0 |
| 20+1' | Pablo Hernández | 3:0 |
| 26'   | Nicolás Santos  | 4:1 |
| 29'   | Àlex Gutiérrez  | 5:1 |

| 20+2'      | Wellington Rodrigues | 3:1 |
| 29' (s.o.) | Kelvin Oliveira      | 5:2 |
| 32' (pen.) | Kelvin Oliveira      | 5:3 |

| 1     | Guardameta     | Marc Briones         |  |
| 3     | Defensa        | Nadir Louah (11)     |  |
| 16    | Defensa        | Àlex Gutiérrez       |  |
| 21    | Defensa        | David Soriano        |  |
| 6     | Centrocampista | Oscar Coll           |  |
| 19    | Centrocampista | Pablo Hernández (12) |  |
| 22    | Centrocampista | Adrián Lledó (13)    |  |
| D. T. | D. T.          | Nacho Castro         |  |

| 98    | Guardameta     | Josildo Barata       |  |
| 8     | Centrocampista | Wellington Rodrigues |  |
| 10    | Centrocampista | Andreas Vaz (12)     |  |
| 2     | Delantero      | Pepinho Souza        |  |
| 7     | Delantero      | Gabriel Menoci       |  |
| 9     | Delantero      | Kelvin Oliveira (13) |  |
| 77    | Delantero      | Victor Bueno         |  |
| D. T. | D. T.          | Victor Taube         |  |

| 5  | Defensa    | David Cárdenas               |
| 7  | Delantero  | Nicolás Santos               |
| 10 | Delantero  | Jacobo Fernández de Liencres |
| 11 | Delantero  | Dorkis Pérez                 |
| 25 | Guardameta | Eloy Amoedo                  |

| 13 | Defensa        | Maicon Silva          |
| 17 | Centrocampista | Bruno Agnello (11)    |
| 21 | Delantero      | Caio Garcia           |
| 22 | Guardameta     | Gabriel Kawakami      |
| 89 | Centrocampista | Andre Lucato          |
| 99 | Delantero      | Luiz Henrique Cardoso |

| 3'    | Nadir Louah     | 1:0 |
| 12'   | David Soriano   | 2:0 |
| 20+1' | Pablo Hernández | 3:0 |
| 26'   | Nicolás Santos  | 4:1 |
| 29'   | Àlex Gutiérrez  | 5:1 |

| 20+2'      | Wellington Rodrigues | 3:1 |
| 29' (s.o.) | Kelvin Oliveira      | 5:2 |
| 32' (pen.) | Kelvin Oliveira      | 5:3 |

|                                 |
| Bandera de España               |
| Campeón Porcinos FC 1.er título |

## Estadísticas

### Clasificación general
Las tablas de rendimiento no reflejan la clasificación final de los equipos, sino que muestran el rendimiento de los mismos atendiendo a la ronda final alcanzada. Se consideran los puntos según la normativa de las ligas regulares de Kings League:
- 3 puntos por victoria
- 2 puntos por victoria en tanda de shootouts
- 1 punto por derrota en tanda de shootouts
- 0 puntos por derrota

| Pos. | Equipo                | Pts | PJ | PG | PGs | PPs | PP | GF | GC | Dif. | Rend.  |
| ---- | --------------------- | --- | -- | -- | --- | --- | -- | -- | -- | ---- | ------ |
| 1    | Porcinos FC           | 18  | 6  | 6  | 0   | 0   | 0  | 34 | 21 | 13   | 100%   |
| 2    | G3X FC                | 15  | 6  | 5  | 0   | 0   | 1  | 27 | 16 | 11   | 83,33% |
| 3    | xBuyer Team           | 11  | 5  | 3  | 1   | 0   | 1  | 25 | 22 | 3    | 73,33% |
| 4    | Saiyans FC            | 11  | 6  | 3  | 1   | 0   | 2  | 23 | 23 | 0    | 61,11% |
| 5    | Furia FC              | 9   | 4  | 3  | 0   | 0   | 1  | 18 | 10 | 8    | 75%    |
| 6    | Olimpo United         | 9   | 5  | 3  | 0   | 0   | 2  | 19 | 12 | 7    | 60%    |
| 7    | Limon FC              | 9   | 5  | 3  | 0   | 0   | 2  | 14 | 11 | 3    | 60%    |
| 8    | Los Troncos FC        | 8   | 4  | 2  | 1   | 0   | 1  | 20 | 21 | -1   | 66,67% |
| 9    | Kunisports            | 6   | 3  | 2  | 0   | 0   | 1  | 11 | 11 | 0    | 66,67% |
| 10   | Los Aliens FC         | 6   | 4  | 2  | 0   | 0   | 2  | 18 | 15 | 3    | 50%    |
| 11   | Ultimate Móstoles     | 6   | 4  | 2  | 0   | 0   | 2  | 18 | 15 | 3    | 50%    |
| 12   | Jijantes FC           | 6   | 4  | 2  | 0   | 0   | 2  | 11 | 10 | 1    | 50%    |
| 13   | Stallions             | 6   | 4  | 2  | 0   | 0   | 2  | 9  | 9  | 0    | 50%    |
| 14   | Peluche Caligari      | 5   | 3  | 1  | 1   | 0   | 1  | 13 | 13 | 0    | 55,56% |
| 15   | Aniquiladores FC      | 5   | 3  | 0  | 2   | 1   | 0  | 8  | 8  | 0    | 55,56% |
| 16   | Muchachos FC          | 5   | 4  | 1  | 1   | 0   | 2  | 15 | 19 | -4   | 41,67% |
| 17   | Foot2Rue              | 4   | 3  | 0  | 1   | 2   | 0  | 14 | 14 | 0    | 44,44% |
| 18   | PIO FC                | 4   | 3  | 1  | 0   | 1   | 1  | 12 | 12 | 0    | 44,44% |
| 19   | SXB FC                | 4   | 3  | 1  | 0   | 1   | 1  | 5  | 7  | -2   | 44,44% |
| 20   | Club de Cuervos       | 4   | 3  | 1  | 0   | 1   | 1  | 5  | 8  | -3   | 44,44% |
| 21   | Raniza FC             | 3   | 3  | 1  | 0   | 0   | 2  | 15 | 13 | 2    | 33,33% |
| 22   | Murash FC             | 3   | 3  | 1  | 0   | 0   | 2  | 13 | 13 | 0    | 33,33% |
| 23   | Persas FC             | 3   | 3  | 1  | 0   | 0   | 2  | 4  | 6  | -2   | 33,33% |
| 24   | 1K FC                 | 3   | 3  | 1  | 0   | 0   | 2  | 9  | 15 | -6   | 33,33% |
| 25   | Real Titán            | 1   | 2  | 0  | 0   | 1   | 1  | 9  | 10 | -1   | 16,67% |
| 26   | West Santos FC        | 1   | 2  | 0  | 0   | 1   | 1  | 7  | 8  | -1   | 16,67% |
| 27   | Deptostra FC          | 0   | 2  | 0  | 0   | 0   | 2  | 7  | 9  | -2   | 0%     |
| 28   | Galácticos del Caribe | 0   | 2  | 0  | 0   | 0   | 2  | 7  | 9  | -2   | 0%     |
| 29   | FIVE FC               | 0   | 2  | 0  | 0   | 0   | 2  | 5  | 9  | -4   | 0%     |
| 30   | Youniors FC           | 0   | 2  | 0  | 0   | 0   | 2  | 1  | 6  | -5   | 0%     |
| 31   | Medallo City          | 0   | 2  | 0  | 0   | 0   | 2  | 2  | 11 | -9   | 0%     |
| 32   | UA Steel              | 0   | 2  | 0  | 0   | 0   | 2  | 1  | 13 | -12  | 0%     |

### Goleadores
- No se tienen en cuenta los presidentes que anotaron sus penaltis de presidente durante el torneo.

| Jugador         | Equipo        | Anotado | (x2) | (pen.) | (s.o.) | PJ |
| Kelvin Oliveira | G3X FC        | 13      | 2    | 3      | 4      | 6  |
| --------------- | ------------- | ------- | ---- | ------ | ------ | -- |
| Pablo Hernández | Porcinos FC   | 8       | 1    | 1      | 1      | 6  |
| Miguel Rebollo  | Los Aliens FC | 7       | 0    | 1      | 0      | 4  |
| Diego Martínez  | Muchachos FC  | 7       | 0    | 1      | 5      | 4  |
| Jordi Gómez     | Kunisports    | 6       | 0    | 2      | 2      | 3  |
| Marc Granero    | 1K FC         | 6       | 1    | 1      | 1      | 3  |
| Pablo Beguer    | xBuyer Team   | 6       | 1    | 0      | 1      | 5  |

| Lista completa                 | Lista completa        | Lista completa | Lista completa | Lista completa | Lista completa | Lista completa |
| ------------------------------ | --------------------- | -------------- | -------------- | -------------- | -------------- | -------------- |
| Fran Hernández                 | Real Titán FC         | 5              | 0              | 1              | 2              | 2              |
| Gustavo "Furby" Guillén        | Peluche Caligari      | 5              | 0              | 0              | 1              | 3              |
| Fuad El Amrani                 | xBuyer Team           | 5              | 1              | 1              | 0              | 5              |
| Nadir Louah                    | Porcinos FC           | 5              | 0              | 0              | 0              | 6              |
| Àlex Gutiérrez                 | Porcinos FC           | 5              | 0              | 0              | 1              | 6              |
| Dani Liñares                   | Saiyans FC            | 5              | 0              | 5              | 0              | 6              |
| Nicolás Gaitán                 | Kunisports            | 4              | 0              | 0              | 0              | 3              |
| Amara Fofana                   | Foot2Rue              | 4              | 0              | 2              | 2              | 3              |
| Filype "Lipão" Pinheiro        | Furia FC              | 4              | 0              | 0              | 1              | 4              |
| Roger Carbó                    | xBuyer Team           | 4              | 0              | 0              | 1              | 4              |
| Edgar Álvaro                   | Los Troncos FC        | 4              | 0              | 0              | 2              | 4              |
| Joan Verdú                     | Los Troncos FC        | 4              | 0              | 1              | 1              | 4              |
| Cristian Ubón                  | Ultimate Móstoles     | 4              | 0              | 2              | 0              | 4              |
| Max Marcet                     | Los Troncos FC        | 4              | 1              | 0              | 1              | 4              |
| Mete Demir                     | Limon FC              | 4              | 0              | 1              | 0              | 5              |
| Mario Osuna                    | Olimpo United         | 4              | 0              | 2              | 0              | 5              |
| Adrián Lledó                   | Porcinos FC           | 4              | 0              | 0              | 0              | 6              |
| Pablo Fernández                | Saiyans FC            | 4              | 0              | 0              | 0              | 6              |
| Brayan Hernández               | Galácticos del Caribe | 3              | 0              | 0              | 0              | 2              |
| Obed Martínez                  | Raniza FC             | 3              | 0              | 0              | 0              | 3              |
| Aaron Ropero                   | PIO FC                | 3              | 0              | 0              | 1              | 3              |
| Carlos Omabegho                | PIO FC                | 3              | 0              | 0              | 2              | 3              |
| Iván López "Cokita"            | PIO FC                | 3              | 0              | 0              | 4              | 3              |
| Gerard Verge                   | Aniquiladores FC      | 3              | 0              | 0              | 5              | 3              |
| José Rochín                    | Raniza FC             | 3              | 1              | 0              | 1              | 3              |
| Yanis Barka                    | Foot2Rue              | 3              | 1              | 0              | 3              | 3              |
| Hiroki Kiyokawa                | Murash FC             | 3              | 3              | 0              | 0              | 3              |
| Jefferson Melo                 | Furia FC              | 3              | 0              | 0              | 0              | 4              |
| David Cabrera                  | Los Aliens FC         | 3              | 0              | 1              | 0              | 4              |
| Michele Trombetta              | Stallions             | 3              | 0              | 2              | 0              | 4              |
| Emanuel Villa                  | Muchachos FC          | 3              | 0              | 2              | 1              | 4              |
| Leonardo "Leleti" Garcia       | Furia FC              | 3              | 1              | 0              | 0              | 4              |
| Alp Arda                       | Limon FC              | 3              | 0              | 0              | 1              | 5              |
| Muhammet Sözer                 | Limon FC              | 3              | 0              | 0              | 2              | 5              |
| Serhat Kot                     | Limon FC              | 3              | 0              | 1              | 1              | 5              |
| Marco Bueno                    | Olimpo United         | 3              | 0              | 2              | 1              | 5              |
| Fernando Velillas              | xBuyer Team           | 3              | 0              | 3              | 1              | 5              |
| David Soriano                  | Porcinos FC           | 3              | 0              | 0              | 0              | 6              |
| Andreas Vaz                    | G3X FC                | 3              | 0              | 0              | 0              | 6              |
| Jero Martín                    | Saiyans FC            | 3              | 0              | 0              | 1              | 6              |
| Tom Clare                      | FIVE FC               | 2              | 0              | 1              | 0              | 1              |
| Fredy Rodríguez                | West Santos FC        | 2              | 0              | 0              | 0              | 2              |
| Dario Oger                     | Deptostra FC          | 2              | 0              | 0              | 0              | 2              |
| Nabil Jaadi                    | Deptostra FC          | 2              | 0              | 0              | 0              | 2              |
| Leandro Gómez                  | Galácticos del Caribe | 2              | 0              | 0              | 1              | 2              |
| Adrián Espinar                 | Jijantes FC           | 2              | 0              | 1              | 1              | 2              |
| Víctor Mongil                  | PIO FC                | 2              | 0              | 0              | 0              | 3              |
| Luis González                  | Persas FC             | 2              | 0              | 0              | 0              | 3              |
| Yair Arias                     | Raniza FC             | 2              | 0              | 0              | 0              | 3              |
| Diego Díaz                     | Jijantes FC           | 2              | 0              | 0              | 0              | 3              |
| Ferran Corominas               | Ultimate Móstoles     | 2              | 0              | 0              | 0              | 3              |
| José "Casi" Ruiz               | Aniquiladores FC      | 2              | 0              | 0              | 1              | 3              |
| José Joaquín "Shaggy" Martínez | Peluche Caligari      | 2              | 0              | 0              | 1              | 3              |
| Mauricio Campos                | Peluche Caligari      | 2              | 0              | 0              | 1              | 3              |
| Baruc Ochoa                    | Raniza FC             | 2              | 0              | 1              | 0              | 3              |
| Higor Matos                    | Furia FC              | 2              | 0              | 0              | 0              | 4              |
| Carles Planas                  | Los Troncos FC        | 2              | 0              | 0              | 0              | 4              |
| Diego de la Mata               | Ultimate Móstoles     | 2              | 0              | 0              | 0              | 4              |
| Aleix Martí                    | Ultimate Móstoles     | 2              | 0              | 0              | 0              | 4              |
| Víctor Vidal                   | Ultimate Móstoles     | 2              | 0              | 0              | 0              | 4              |
| José Nieto                     | Los Aliens FC         | 2              | 0              | 1              | 0              | 4              |
| Falcão                         | Furia FC              | 2              | 0              | 1              | 1              | 4              |
| Jacob Morales                  | Olimpo United         | 2              | 0              | 0              | 0              | 5              |
| Caio Garcia                    | G3X FC                | 2              | 0              | 0              | 0              | 5              |
| Juanma González                | xBuyer Team           | 2              | 0              | 0              | 0              | 5              |
| Rodolfo Salinas                | Olimpo United         | 2              | 1              | 1              | 0              | 5              |
| Oscar Coll                     | Porcinos FC           | 2              | 0              | 0              | 0              | 6              |
| Dani Pérez                     | Saiyans FC            | 2              | 0              | 0              | 0              | 6              |
| Maicon Silva                   | G3X FC                | 2              | 0              | 0              | 0              | 6              |
| Wellington Rodrigues           | G3X FC                | 2              | 0              | 0              | 0              | 6              |
| Gabriel Menoci                 | G3X FC                | 2              | 0              | 0              | 0              | 6              |
| Sergi Gestí                    | Saiyans FC            | 2              | 0              | 0              | 1              | 6              |
| Tyrelle Newton                 | FIVE FC               | 1              | 0              | 0              | 0              | 1              |
| Louis Matthews                 | FIVE FC               | 1              | 0              | 0              | 0              | 1              |
| Daviz Junco                    | Galácticos del Caribe | 1              | 0              | 0              | 0              | 2              |
| Walter Ayoví                   | Raniza FC             | 1              | 0              | 0              | 0              | 2              |
| Jhon Monsalve                  | West Santos FC        | 1              | 0              | 0              | 0              | 2              |
| Max Dombrowka                  | Youniors FC           | 1              | 0              | 0              | 0              | 2              |
| Hamza Masoudi                  | Deptostra FC          | 1              | 0              | 0              | 0              | 2              |
| Jordy Gillekens                | Deptostra FC          | 1              | 0              | 0              | 0              | 2              |
| Stefano Sberna                 | Stallions             | 1              | 0              | 0              | 0              | 2              |
| Leigh Rose                     | Medallo City          | 1              | 0              | 0              | 0              | 2              |
| Christopher Pedraza            | Real Titán FC         | 1              | 0              | 0              | 1              | 2              |
| Moisés Dabbah                  | West Santos FC        | 1              | 0              | 0              | 1              | 2              |
| Bernat Burguera                | Medallo City          | 1              | 0              | 0              | 2              | 2              |
| Francesco Totti                | Stallions             | 1              | 0              | 2              | 0              | 2              |
| Alberto García                 | Real Titán FC         | 1              | 1              | 0              | 1              | 2              |
| Juan Celada                    | West Santos FC        | 1              | 1              | 0              | 1              | 2              |
| Marc Pluvins                   | 1K FC                 | 1              | 0              | 0              | 0              | 3              |
| John de la Cruz                | 1K FC                 | 1              | 0              | 0              | 0              | 3              |
| Cesar Romo                     | Raniza FC             | 1              | 0              | 0              | 0              | 3              |
| Koujiro Kanetake               | Murash FC             | 1              | 0              | 0              | 0              | 3              |
| Kenta Kobayashi                | Murash FC             | 1              | 0              | 0              | 0              | 3              |
| Wanderson Da Silva             | SXB FC                | 1              | 0              | 0              | 0              | 3              |
| Bruno "Lambão" Araújo          | SXB FC                | 1              | 0              | 0              | 0              | 3              |
| Hugo Fraile                    | Aniquiladores FC      | 1              | 0              | 0              | 1              | 3              |
| Mario Reyes                    | Aniquiladores FC      | 1              | 0              | 0              | 1              | 3              |
| Donovan Martínez               | Club de Cuervos       | 1              | 0              | 0              | 1              | 3              |
| Rafael Aja                     | Club de Cuervos       | 1              | 0              | 0              | 1              | 3              |
| Ismael Valadez                 | Peluche Caligari      | 1              | 0              | 0              | 1              | 3              |
| Eihab Mohamed                  | SXB FC                | 1              | 0              | 0              | 1              | 3              |
| Williams "Vassoura" Oliveira   | SXB FC                | 1              | 0              | 0              | 1              | 3              |
| José Azkenazi                  | Club de Cuervos       | 1              | 0              | 0              | 2              | 3              |
| Clément Goguey                 | Foot2Rue              | 1              | 0              | 0              | 2              | 3              |
| Melvin Bachelet                | Foot2Rue              | 1              | 0              | 0              | 3              | 3              |
| Bernat Rovira                  | Aniquiladores FC      | 1              | 0              | 0              | 4              | 3              |
| Rubens Sambueza                | PIO FC                | 1              | 0              | 1              | 0              | 3              |
| Fernando Olmedo                | Persas FC             | 1              | 0              | 1              | 0              | 3              |
| Osvaldo Martínez               | Raniza FC             | 1              | 0              | 1              | 0              | 3              |
| Abdel Medioub                  | Foot2Rue              | 1              | 0              | 1              | 0              | 3              |
| Riyohei Oda                    | Murash FC             | 1              | 0              | 1              | 0              | 3              |
| Jérémy Ménez                   | Foot2Rue              | 1              | 0              | 1              | 2              | 3              |
| Alfonso Rosales                | Club de Cuervos       | 1              | 1              | 0              | 0              | 3              |
| Nando Quesada                  | Jijantes FC           | 1              | 1              | 0              | 0              | 3              |
| Tatsuya Hirai                  | Murash FC             | 1              | 1              | 0              | 0              | 3              |
| Vicenç Oromí                   | Los Troncos FC        | 1              | 1              | 0              | 1              | 3              |
| Anferny Rebollar               | Los Aliens FC         | 1              | 0              | 0              | 0              | 4              |
| César Villaluz                 | Los Aliens FC         | 1              | 0              | 0              | 0              | 4              |
| Óscar Medina                   | Los Aliens FC         | 1              | 0              | 0              | 0              | 4              |
| César Vallejo                  | Los Aliens FC         | 1              | 0              | 0              | 0              | 4              |
| Jonathan Orozco                | Muchachos FC          | 1              | 0              | 0              | 0              | 4              |
| João Pedro Isidório            | Furia FC              | 1              | 0              | 0              | 0              | 4              |
| Emiliano Viviano               | Stallions             | 1              | 0              | 0              | 0              | 4              |
| Manuel Martín                  | Los Troncos FC        | 1              | 0              | 0              | 0              | 4              |
| Carlos Ferres                  | Los Troncos FC        | 1              | 0              | 0              | 0              | 4              |
| Eloy Pizarro                   | Ultimate Móstoles     | 1              | 0              | 0              | 0              | 4              |
| Kilian Honorato                | Ultimate Móstoles     | 1              | 0              | 0              | 0              | 4              |
| Juan Hernández                 | Muchachos FC          | 1              | 0              | 0              | 1              | 4              |
| Edwin Cárdenas                 | Muchachos FC          | 1              | 0              | 0              | 1              | 4              |
| Mark Sorroche                  | Los Troncos FC        | 1              | 0              | 0              | 1              | 4              |
| Alberto de la Bella            | Ultimate Móstoles     | 1              | 0              | 0              | 1              | 4              |
| Aleix Lage                     | Ultimate Móstoles     | 1              | 0              | 0              | 1              | 4              |
| Jacobo Fernández de Liencres   | Porcinos FC           | 1              | 0              | 0              | 0              | 5              |
| Jesús Pérez                    | Olimpo United         | 1              | 0              | 0              | 0              | 5              |
| Rafael González                | Olimpo United         | 1              | 0              | 0              | 0              | 5              |
| Iñaki Domínguez                | Olimpo United         | 1              | 0              | 0              | 0              | 5              |
| Berkay Sezer                   | Limon FC              | 1              | 0              | 0              | 0              | 5              |
| Pere Martínez                  | xBuyer Team           | 1              | 0              | 0              | 0              | 5              |
| Iker Alcarazo                  | xBuyer Team           | 1              | 0              | 0              | 1              | 5              |
| José Rodríguez                 | Olimpo United         | 1              | 1              | 0              | 0              | 5              |
| Marc Briones                   | Porcinos FC           | 1              | 0              | 0              | 0              | 6              |
| David López                    | Saiyans FC            | 1              | 0              | 0              | 0              | 6              |
| Nicolás Santos                 | Porcinos FC           | 1              | 0              | 0              | 1              | 6              |
| Augusto Fernández              | Saiyans FC            | 1              | 1              | 0              | 0              | 6              |

### Autogoles
| Jugador         | Equipo    | Rival           | (a.g.) | PJ |
| Daisuke Nasu    | Murash FC | (vs. Raniza FC) | 1      | 2  |
| Shohei Moriyasu | Murash FC | (vs. UA Steel)  | 1      | 3  |
| --------------- | --------- | --------------- | ------ | -- |

### Asistentes
| Jugador              | Equipo         | Asistencia | PJ |
| Kelvin Oliveira      | G3X FC         | 7          | 6  |
| -------------------- | -------------- | ---------- | -- |
| David Cabrera        | Los Aliens FC  | 5          | 4  |
| Joan Verdú           | Los Troncos FC | 5          | 4  |
| Fuad El Amrani       | xBuyer Team    | 5          | 5  |
| Àlex Gutiérrez       | Porcinos FC    | 5          | 6  |
| Wellington Rodrigues | G3X FC         | 5          | 6  |

| Filype "Lipão" Pinheiro        | Furia FC              | 4 | 4 |
| Diego de la Mata               | Ultimate Móstoles     | 4 | 4 |
| Adrián Lledó                   | Porcinos FC           | 4 | 6 |
| Baruc Ochoa                    | Raniza FC             | 3 | 3 |
| José Nieto                     | Los Aliens FC         | 3 | 4 |
| Jonathan Orozco                | Muchachos FC          | 3 | 4 |
| Max Marcet                     | Los Troncos FC        | 3 | 4 |
| Víctor Vidal                   | Ultimate Móstoles     | 3 | 4 |
| Pablo Beguer                   | xBuyer Team           | 3 | 5 |
| Oscar Coll                     | Porcinos FC           | 3 | 6 |
| Nicolás Santos                 | Porcinos FC           | 3 | 6 |
| Dani Liñares                   | Saiyans FC            | 3 | 6 |
| Daviz Junco                    | Galácticos del Caribe | 2 | 2 |
| Walter Ayoví                   | Raniza FC             | 2 | 2 |
| William Rojas                  | West Santos FC        | 2 | 2 |
| Rubens Sambueza                | PIO FC                | 2 | 3 |
| Jorge Ibáñez                   | PIO FC                | 2 | 3 |
| Alberto Arnalot                | 1K FC                 | 2 | 3 |
| José Joaquín "Shaggy" Martínez | Peluche Caligari      | 2 | 3 |
| Yair Arias                     | Raniza FC             | 2 | 3 |
| Yanis Barka                    | Foot2Rue              | 2 | 3 |
| Keisuke Fukaya                 | Murash FC             | 2 | 3 |
| João Pedro Isidório            | Furia FC              | 2 | 4 |
| Cristian Ubón                  | Ultimate Móstoles     | 2 | 4 |
| Jesús Pérez                    | Olimpo United         | 2 | 5 |
| Jacob Morales                  | Olimpo United         | 2 | 5 |
| José Rodríguez                 | Olimpo United         | 2 | 5 |
| Fernando Velillas              | xBuyer Team           | 2 | 5 |
| Nadir Louah                    | Porcinos FC           | 2 | 6 |
| Dani Pérez                     | Saiyans FC            | 2 | 6 |
| Alfons Serra                   | Saiyans FC            | 2 | 6 |
| Jero Martín                    | Saiyans FC            | 2 | 6 |
| David Barral                   | 1K FC                 | 1 | 1 |
| César Bernal                   | Galácticos del Caribe | 1 | 2 |
| Brayan Hernández               | Galácticos del Caribe | 1 | 2 |
| Martín Rodríguez               | Real Titán FC         | 1 | 2 |
| Edson Trejo                    | Real Titán FC         | 1 | 2 |
| José Miramontes                | West Santos FC        | 1 | 2 |
| Daniel Brosinski               | Youniors FC           | 1 | 2 |
| Dario Oger                     | Deptostra FC          | 1 | 2 |
| Nabil Jaadi                    | Deptostra FC          | 1 | 2 |
| Viktor Boone                   | Deptostra FC          | 1 | 2 |
| Jan Coca                       | PIO FC                | 1 | 3 |
| Jordi Cano                     | PIO FC                | 1 | 3 |
| Gerard Verge                   | Aniquiladores FC      | 1 | 3 |
| Marc Granero                   | 1K FC                 | 1 | 3 |
| Marc Pluvins                   | 1K FC                 | 1 | 3 |
| Albert Dalmau                  | 1K FC                 | 1 | 3 |
| Jordi Gómez                    | Kunisports            | 1 | 3 |
| Eder López                     | Club de Cuervos       | 1 | 3 |
| Diego Vivian                   | Olimpo United         | 1 | 3 |
| Alejandro Corona               | Peluche Caligari      | 1 | 3 |
| Luis Lozoya                    | Peluche Caligari      | 1 | 3 |
| Ismael Valadez                 | Peluche Caligari      | 1 | 3 |
| Gustavo "Furby" Guillén        | Peluche Caligari      | 1 | 3 |
| Alejandro Díaz                 | Persas FC             | 1 | 3 |
| Juan Peña                      | Persas FC             | 1 | 3 |
| Hugo Murga                     | Raniza FC             | 1 | 3 |
| Obed Martínez                  | Raniza FC             | 1 | 3 |
| Adrián Frutos                  | Jijantes FC           | 1 | 3 |
| Théo Chendri                   | Foot2Rue              | 1 | 3 |
| Clément Goguey                 | Foot2Rue              | 1 | 3 |
| Melvin Bachelet                | Foot2Rue              | 1 | 3 |
| Christian Nsapu                | Foot2Rue              | 1 | 3 |
| Riyohei Oda                    | Murash FC             | 1 | 3 |
| Hiroki Kiyokawa                | Murash FC             | 1 | 3 |
| Eihab Mohamed                  | SXB FC                | 1 | 3 |
| Thiago Grippi                  | SXB FC                | 1 | 3 |
| Ferran Corominas               | Ultimate Móstoles     | 1 | 3 |
| Miguel Rebollo                 | Los Aliens FC         | 1 | 4 |
| Israel Jiménez                 | Muchachos FC          | 1 | 4 |
| Gerardo Lugo                   | Muchachos FC          | 1 | 4 |
| Erik Vera                      | Muchachos FC          | 1 | 4 |
| Emanuel "Tito" Villa           | Muchachos FC          | 1 | 4 |
| Wembley Luiz                   | Furia FC              | 1 | 4 |
| Jefferson Melo                 | Furia FC              | 1 | 4 |
| Higor Matos                    | Furia FC              | 1 | 4 |
| Marcelinho Urbano              | Furia FC              | 1 | 4 |
| Mattia Spera                   | Stallions             | 1 | 4 |
| Giovanni Valtulini             | Stallions             | 1 | 4 |
| Aitor Vives                    | Los Troncos FC        | 1 | 4 |
| Carlos Ferres                  | Los Troncos FC        | 1 | 4 |
| Carles Planas                  | Los Troncos FC        | 1 | 4 |
| Feliu Torrus                   | Ultimate Móstoles     | 1 | 4 |
| Aleix Martí                    | Ultimate Móstoles     | 1 | 4 |
| Alberto de la Bella            | Ultimate Móstoles     | 1 | 4 |
| Berke Onuk                     | Limon FC              | 1 | 5 |
| Memos Sözer                    | Limon FC              | 1 | 5 |
| Berkay Sezer                   | Limon FC              | 1 | 5 |
| Adrià "Capi" Gutiérrez         | xBuyer Team           | 1 | 5 |
| Pablo Hernández                | Porcinos FC           | 1 | 6 |
| Martín Mantovani               | Saiyans FC            | 1 | 6 |
| Augusto Fernández              | Saiyans FC            | 1 | 6 |
| David López                    | Saiyans FC            | 1 | 6 |
| Maicon Silva                   | G3X FC                | 1 | 6 |

## Premios y reconocimientos

### Jugador del partido
Al finalizar cada encuentro el público elige a un jugador como el mejor del partido. El premio se otorga al jugador con mayor incidencia en el juego y se denominó oficialmente Caiz MVP.
| Sistema suizo - 1.ª ronda    | Sistema suizo - 1.ª ronda | Sistema suizo - 1.ª ronda | Sistema suizo - 1.ª ronda | Sistema suizo - 1.ª ronda | Sistema suizo - 1.ª ronda | Sistema suizo - 2.ª ronda | Sistema suizo - 2.ª ronda | Sistema suizo - 2.ª ronda | Sistema suizo - 2.ª ronda | Sistema suizo - 2.ª ronda | Sistema suizo - 2.ª ronda | Sistema suizo - 3.ª ronda | Sistema suizo - 3.ª ronda | Sistema suizo - 3.ª ronda | Sistema suizo - 3.ª ronda | Sistema suizo - 3.ª ronda | Sistema suizo - 3.ª ronda | Fase final      | Fase final | Fase final | Fase final | Fase final | Fase final |
| Jugador                      | Partido                   | Partido                   | Partido                   | Partido                   | Partido                   | Jugador                   | Partido                   | Partido                   | Partido                   | Partido                   | Partido                   | Jugador                   | Partido                   | Partido                   | Partido                   | Partido                   | Partido                   | Jugador         | Partido    | Partido    | Partido    | Partido    | Partido    |
| ---------------------------- | ------------------------- | ------------------------- | ------------------------- | ------------------------- | ------------------------- | ------------------------- | ------------------------- | ------------------------- | ------------------------- | ------------------------- | ------------------------- | ------------------------- | ------------------------- | ------------------------- | ------------------------- | ------------------------- | ------------------------- | --------------- | ---------- | ---------- | ---------- | ---------- | ---------- |
| Dani Pérez                   | YFC                       | 0                         | :                         | 2                         | SAI                       | Gustavo "Furby" Guillén   | PLC                       | 5 (3)                     | :                         | (2) 5                     | F2R                       | Cristian Ubón             | ULT                       | 7                         | :                         | 1                         | 1K                        | Mario Reyes     | ANI        | 5 (0)      | :          | (2) 5      | SAI        |
| Gustavo "Furby" Guillén      | PLC                       | 5                         | :                         | 4                         | DPT                       | Carlos Omabegho           | DPT                       | 3                         | :                         | 4                         | PIO                       | Yanis Barka               | F2R                       | 4 (3)                     | :                         | (4) 4                     | MCH                       | Marco Bueno     | KNS        | 2          | :          | 4          | OUN        |
| Williams "Vassoura" Oliveira | SXB                       | 3                         | :                         | 2                         | PRS                       | Francesco Totti           | FFC                       | 2                         | :                         | 1                         | STL                       | Jesús Pérez               | SXB                       | 0                         | :                         | 3                         | OUN                       | Víctor Vidal    | G3X        | 4          | :          | 3          | ULT        |
| Kelvin Oliveira              | UAS                       | 0                         | :                         | 4                         | G3X                       | Mario Osuna               | OUN                       | 8                         | :                         | 0                         | MED                       | Michele Trombetta         | STL                       | 2                         | :                         | 0                         | PRS                       | Falcão          | FFC        | 7          | :          | 3          | MCH        |
| Francesco Totti              | STL                       | 3                         | :                         | 2                         | MED                       | Adrián Lledó              | POR                       | 6                         | :                         | 5                         | SAI                       | Iván López "Cokita"       | SAI                       | 4                         | :                         | 3                         | PIO                       | Àlex Gutiérrez  | POR        | 5          | :          | 3          | STL        |
| Moisés Dabbah                | WSN                       | 2 (2)                     | :                         | (3) 2                     | ANI                       | Emanuel "Tito" Villa      | MCH                       | 4                         | :                         | 1                         | YFC                       | Alp Arda                  | LFC                       | 2                         | :                         | 0                         | MUR                       | Memos Sözer     | PLC        | 3          | :          | 4          | LFC        |
| Carlos Omabegho              | F2R                       | 5 (2)                     | :                         | (1) 5                     | PIO                       | Roger Carbó               | SXB                       | 2 (2)                     | :                         | (3) 2                     | XBU                       | José Segovia              | RAN                       | 3                         | :                         | 4                         | JFC                       | Fuad El Amrani  | XBU        | 4          | :          | 3          | JFC        |
| Jordi Gómez                  | 5FC                       | 5                         | :                         | 6                         | KNS                       | Pablo Olmedo              | PRS                       | 2                         | :                         | 1                         | GDC                       | Miguel Rebollo            | CRV                       | 1                         | :                         | 5                         | LA                        | Edgar Álvaro    | TFC        | 5          | :          | 4          | LA         |
| Àlex Gutiérrez               | POR                       | 7                         | :                         | 4                         | MCH                       | Pol Zapata                | CRV                       | 1 (1)                     | :                         | (2) 1                     | ANI                       |                           |                           |                           |                           |                           |                           | Serhat Kot      | LFC        | 3          | :          | 4          | POR        |
| Marc Granero                 | 1K                        | 2                         | :                         | 3                         | CRV                       | Marc Granero              | 1K                        | 6                         | :                         | 5                         | WSN                       |                           |                           |                           |                           |                           |                           | Fuad El Amrani  | XBU        | 9          | :          | 4          | TFC        |
| Filype "Lipão" Pinheiro      | OUN                       | 1                         | :                         | 6                         | FFC                       | Mete Demir                | LFC                       | 2                         | :                         | 3                         | KNS                       |                           |                           |                           |                           |                           |                           | Dani Pérez      | SAI        | 4          | :          | 3          | OUN        |
| Obed Martínez                | MUR                       | 4                         | :                         | 10                        | RAN                       | No entregado              | JFC                       | 3                         | :                         | 0                         | 5FC                       |                           |                           |                           |                           |                           |                           | Kelvin Oliveira | FFC        | 3          | :          | 5          | G3X        |
| José Segovia                 | JFC                       | 1                         | :                         | 3                         | LFC                       | Manuel Martín             | TFC                       | 6                         | :                         | 3                         | ULT                       |                           |                           |                           |                           |                           |                           | Marc Briones    | POR        | 7          | :          | 3          | XBU        |
| Víctor Vidal                 | LA                        | 4                         | :                         | 5                         | ULT                       | Omar Lascari              | RTN                       | 4                         | :                         | 5                         | LA                        |                           |                           |                           |                           |                           |                           | Kelvin Oliveira | SAI        | 3          | :          | 6          | G3X        |
| Pablo Beguer                 | XBU                       | 7                         | :                         | 6                         | GDC                       | Kelvin Oliveira           | G3X                       | 5                         | :                         | 2                         | RAN                       |                           |                           |                           |                           |                           |                           | Kelvin Oliveira | POR        | 5          | :          | 3          | G3X        |
| Fran Hernández               | TFC                       | 5 (1)                     | :                         | (0) 5                     | RTN                       | Keisuke Fukaya            | UAS                       | 1                         | :                         | 9                         | MUR                       |                           |                           |                           |                           |                           |                           |                 |            |            |            |            |            |

### Mejor jugador
El premio al mejor jugador fue otorgado a Kelvin Oliveira, al liderar el ranking de MVPs de partido tras obtener el premio a major jugador en 5 de los 6 partidos que disputó.
| Pos.              | Jugador                                                           | MVP | PJ |
| Medalla de oro    | Kelvin Oliveira                                                   | 5   | 6  |
| ----------------- | ----------------------------------------------------------------- | --- | -- |
| Medalla de plata  | Francesco Totti                                                   | 2   | 2  |
| Medalla de bronce | Marc Granero Gustavo "Furby" Guillén Carlos Omabegho José Segovia | 2   | 3  |

### Máximo goleador
El premio al máximo goleador del torneo fue otorgado a Kelvin Oliveira, tras anotar 13 goles.
| Pos.              | Jugador         | Anotado | Asistencia |
| Medalla de oro    | Kelvin Oliveira | 13      | 7          |
| ----------------- | --------------- | ------- | ---------- |
| Medalla de plata  | Pablo Hernández | 8       | 1          |
| Medalla de bronce | Miguel Rebollo  | 7       | 1          |

### Mejor portero
El premio al mejor portero del torneo fue otorgado a Josildo Barata tras realizar 39 paradas, de las cuales 5 fueron tiros de penalti.
| Pos.              | Jugador         | P  | GC | PP | SP | PJ |
| Medalla de oro    | Josildo Barata  | 39 | 15 | 5  | 0  | 6  |
| ----------------- | --------------- | -- | -- | -- | -- | -- |
| Medalla de plata  | Jonathan Orozco | 39 | 18 | 1  | 0  | 4  |
| Medalla de bronce | Víctor Vidal    | 37 | 12 | 0  | 0  | 4  |